# فیلیپ لکلرک (بازیکن فوتبال)
فیلیپ لکلرک (انگلیسی: Philippe Leclerc؛ زادهٔ ۷ اوت ۱۹۶۹) بازیکن فوتبال اهل فرانسه است.